# Grumman G-118
Grumman G-118 (někdy též XF12F, ačkoliv toto označení nebylo nikdy oficiální) byl projekt záchytného stíhače pro každé počasí vyzbrojeného řízenými střelami vzduch-vzduch, který měl operovat z letadlových lodí Námořnictva Spojených států amerických. Původně byl zamýšlen jako zdokonalení typu F11F Tiger, ale brzy se vyvinul do celkově většího a výkonnějšího stroje. Ačkoliv v roce 1955 byly objednány dva prototypy (BuNo 143401 a 143402), vývoj typu byl ještě téhož roku zrušen v prospěch silněji vyzbrojeného F4H-1 Phantom II který sliboval lepší výkony, ještě předtím než mohlo dojít k jejich stavbě. Dalším (a posledním) palubním stíhačem firmy Grumman byl až F-14 Tomcat, objednaný v roce 1968.

## Specifikace (projektované)
Údaje podle

### Technické údaje
- Osádka: 1
- Délka: 17,83 m (58 stop a 6 palců)
- Rozpětí křídel: 13,38 m (43 stop a 11 palců)
- Nosná plocha: 55,27 m² (595 čtverečních stop)
- Výška: 4,52 m (14 stop a 10 palců)
- Prázdná hmotnost: 11 955 kg (26 355 lb)
- Vzletová hmotnost: 16 919 kg (37 300 lb)
- Pohonná jednotka: 2 × proudový motor General Electric J79-GE-207
- Tah pohonné jednotky: 2 × 18 000 lbf (8 165 kN)

### Výkony
- Maximální rychlost: M=2+[3]
- Praktický dostup: 18 288 m (60 000 stop)

### Výzbroj
- 3 × AIM-7 Sparrow nebo
- 2 × AIM-7 Sparrow a 3 × AIM-9 Sidewinder[3]